# سيرجيو نونيز
سيرجيو نونيز (21 يوليو 1974 في البرتغال - ) هو لاعب كرة قدم برتغالي في مركز الدفاع. شارك مع منتخب البرتغال تحت 21 سنة لكرة القدم. أما مع النوادي، فقد لعب مع نادي بنفيكا ونادي ليتشويس ويو دي ليريا ونادي ديبورتيفو داس أيفيس ونادي فريموند ‏ ونادي سانتا كلارا.

## وصلات خارجية
- سيرجيو نونيز على موقع قاعدة بيانات كرة القدم.إي يو (الإنجليزية)